# Wilhelm Keitel

Keitel assina a rendição do exército alemão.

Wilhelm Bodewin Johann Gustav Keitel (Helmscherode, 22 de setembro de 1882 — Nuremberg, 16 de outubro de 1946) foi um Marechal de Campo do exército alemão (Generalfeldmarschall) durante a Segunda Guerra Mundial, chefe do comando supremo das Forças Armadas após 1938 e conselheiro militar de Adolf Hitler. 
Ditou os termos do armistício com a França (1940) e foi membro do tribunal que julgou muitos dos oficiais que foram condenados à morte pelo papel que desempenharam na conspiração de julho de 1944. Assinou a rendição incondicional da Alemanha, em Berlim, a 8 de maio de 1945. Julgado em Nuremberg por crimes de guerra, foi enforcado em outubro de 1946.

## Biografia e carreira
Keitel nasceu em Helmscherode, parte da cidade de Bad Gandersheim, na Baixa Saxônia. Era filho de Carl Keitel e Apollonia Vissering. Depois de completar seus estudos em Göttingen, em 1901 iniciou sua carreira militar, fez parte do 6.º Regimento de artilharia de campo da Baixa Saxônia. Casou-se com Lisa Fontaine em 1909 e tiveram seis filhos, sendo que um deles morreu durante a infância. Durante a Primeira Guerra Mundial, Keitel serviu na frente ocidental com o 46.º regimento de artilharia de campo. Em setembro de 1914, durante o combate em Flandres, ele foi seriamente ferido em seu antebraço direito, e posteriormente condecorado com a Cruz de Ferro. 
Após recuperar-se, foi oficial do Estado-Maior alemão em 1915. Ao fim da I Guerra, ele permaneceu no recém-criado Reichswehr e fez parte da organização da guarda fronteiriça do Freikorps na fronteira com a Polônia. Keitel também serviu como oficial-geral do comando militar e depois deu aulas na Escola de Cavalaria de Hanôver durante dois anos.
Em 1924, foi transferido para o Ministério da Defesa (Reichswehrministerium) e foi rapidamente promovido como chefe do departamento organizacional, um posto de manteve após a chegada do NSDAP ao poder em 1933. Em 1935, por recomendação de Werner von Fritsch, tornou-se o chefe do recém-criado Escritório das Forças Armadas (Wehrmachtamt).

## OKW e Segunda Guerra Mundial
Em 1937, Keitel foi promovido a General e no ano seguinte, com a demissão de Werner von Blomberg, e a substituição do Ministério da Guerra pelo Oberkommando der Wehrmacht (OKW, Comando Supremo das Forças Armadas), ele assumiu a liderança do OKW. 
Durante a guerra, Keitel mostrou-se  cauteloso, o que muitas vezes foi interpretado como sinal de fraqueza. Foi contra a invasão da França e a da União Soviética (Operação Barbarossa). Por vezes tentou enfrentar o Führer e em todas elas voltou atrás. Chegou até a pedir demissão, que foi rejeitada. Foi o responsável por assinar várias ordens de legalidade duvidosa perante as leis de guerra.

## Pós-Guerra: prisão, julgamento e execução
Em 8 de maio de 1945, Keitel assinou a rendição alemã ao Exército Vermelho e aos Aliados. Quatro dias depois, ele foi preso. Nos meses seguintes, enfrentaria o Tribunal Militar Internacional, em Nuremberg, acusado de crimes de guerra, crime contra a paz e a crimes contra humanidade. Foi condenado à morte em 1º de outubro de 1946. Assim como Jodl, Keitel apelou da decisão e pediu para ser fuzilado, alegando que a morte por fuzilamento era "garantida a todos os soldados em todos os exércitos do mundo". Em ambos os casos, o pedido foi rejeitado.

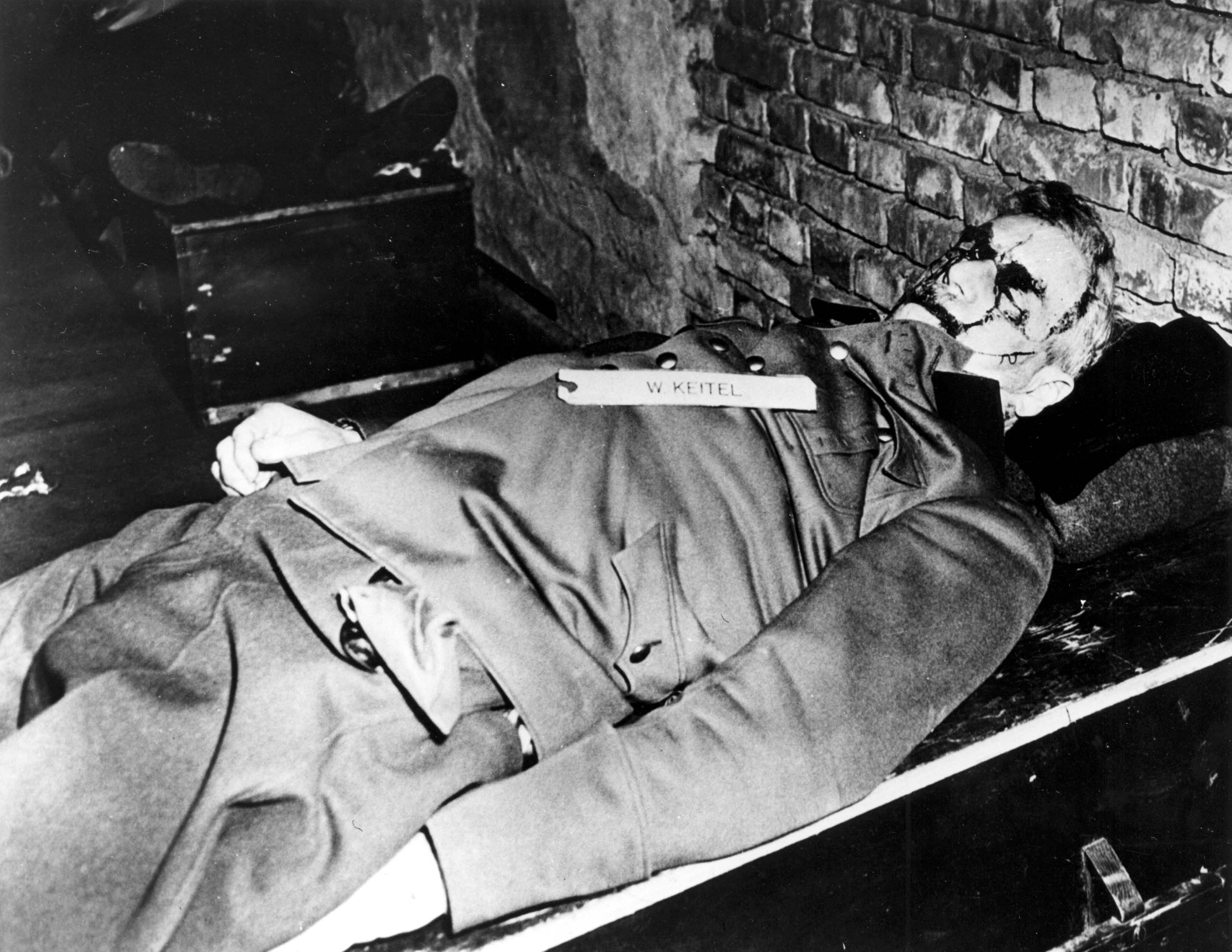
O corpo de Keitel, após o enforcamento.

A 16 de outubro, Keitel foi enforcado. Ele havia perdido seus dois filhos na guerra, e suas últimas palavras, antes que a porta do alçapão fosse aberta, foram: 
| “ | Apelo ao Todo-Poderoso, para que tenha misericórdia do povo alemão. Mais de dois milhões de soldados alemães, antes de mim, foram para a morte, pelo seu país. Agora sigo os meus filhos. Tudo pela Alemanha! A Alemanha acima de tudo! | ” |

Oficialmente, as execuções de Nuremberg foram realizadas de forma limpa, mas, segundo relatos da época, isso nem sempre  ocorreu. Por fim foi necessário que o carrasco se pendurasse nas pernas do condenado, a fim de acabar com sua agonia, o que, em alguns casos, durou 15 minutos ou mais. Jornalistas americanos, presentes aos enforcamentos, relataram que a execução parece ter sido "deliberadamente lenta".
Segundo um artigo publicado, meses depois, na revista do exército americano Stag (vol. 3, Nº. 1, dezembro de 1946) o carrasco, o sargento John C. Woods do Exército americano, teria usado uma corda curta demais. Assim, a queda dos corpos através do alçapão também foi curta. Por isso, em vez de morte instantânea, por pescoço quebrado, os condenados tiveram uma morte lenta, por asfixia. Na fotografia do cadáver de  Wilhelm Keitel, vê-se que há sangue no rosto, o que também é observado no caso de Wilhelm Frick. Isto pode ser devido ao tamanho da abertura do alçapão, que, sendo demasiado estreita, teria motivado ferimentos na cabeça e no rosto dos condenados, durante a queda. Assim, devido à preparação mal feita, Keitel morreu somente 24 minutos após o início do seu enforcamento.